# Listă de conducători de stat din 1192
1188 - 1189 - 1190 - 1191 - 1192 - 1193 - 1194 - 1195 - 1196
Aceasta este o listă a conducătorilor de stat din anul 1192:

## Europa
- Albania, statul Arberia: Progon (arhonte, 1190-1199)
- Almohazii: Abu Iusuf Iakub al-Mansur ibn Iusuf I (emir din dinastia Almohazilor, 1184-1199)
- Anglia: Richard I Inimă de Leu (rege din dinastia Plantagenet, 1189-1199; anterior, duce de Aquitania, 1168-1196; totodată, conte de Anjou, 1189-1199; totodată, duce de Normandia, 1189-1199)
- Anjou: Richard Inimă de Leu (conte, 1189-1199; anterior, duce de Aquitania, 1168-1196; totodată, rege al Angliei, 1189-1199; totodată, duce de Normandia, 1189-1199)
- Apulia și Calabria: Roger al V-lea (duce din dinastia normandă de Hauteville, 1189-1193; ulterior, rege al Siciliei, 1193)
- Aquitania: Richard Inimă de Leu (duce, 1168-1196; ulterior, rege al Angliei, 1189-1199; ulterior, conte de Anjou, 1189-1199; ulterior, duce de Normandia, 1189-1199)
- Aragon: Alfonso al II-lea cel Neprihănit (rege din dinastia de Barcelona, 1162-1196)
- Austria: Leopold al V-lea (duce din dinastia Babenberg, 1177-1194)
- Bavaria: Ludovic I (duce din dinastia de Wittelsbach, 1183-1231)
- Bizanț: Isac al II-lea (împărat din dinastia Anghelos, 1185-1195, 1203-1204)
- Bosnia: Kulin (ban, înainte de 1180-cca. 1204)
- Bosnia-Herțegovina, statul Zahumlja: Miroslav (duce, după 1165-1198) și Rastko (Sava) (duce, cca. 1190-1192)
- Brabant: Henric I cel Evlavios (duce, 1190-1235)
- Brandenburg: Otto al II-lea (margraf din dinastia Askaniană, 1184-1205)
- Bretagne: Constance (ducesă, 1166-1201) și Arthur I Postumul (duce, 1186-1203)
- Bulgaria: Asan I (țar din dinastia Asanizilor, 1187-1196)
- Burgundia: Hugues al III-lea (duce din dinastia Capețiană, 1162-1192) și Eudes al III-lea (duce din dinastia Capețiană, 1192-1218)
- Castilia: Alfonso al VIII-lea (rege, 1158-1214)
- Cehia: Premysl I Otakar (cneaz din dinastia Premysl, 1192-1193, 1197-1230; rege, din 1198)
- Champagne: Henric al II-lea cel Tânăr (conte din casa de Blois-Champagne, 1181-1197; ulterior, rege al Ierusalimului, 1192-1197)
- Cipru: Gui de Lusignan (senior, 1192-1194; anterior, rege al Ierusalimului, 1186-1192)
- Danemarca: Knud al IV-lea Valdemarsson (rege din dinastia Valdemar, 1182-1202)
- Flandra: Balduin al VIII-lea (conte din dinastia de Hainaut, 1191-1195; totodată, conte de Hainaut, 1171-1195)
- Franța: Filip al II-lea August (rege din dinastia Capețiană, 1180-1223)
- Germania: Henric al VI-lea (rege din dinastia Hohenstaufen, 1190-1197; ulterior, împărat occidental, 1191-1197; ulterior, rege al Siciliei, 1194-1197)
- Gruzia: Tamara cea Mare (regină din dinastia Bagratizilor, 1184-1213) și David Soslan (rege, 1189-1207)
- Hainaut: Balduin al V-lea (conte din casa de Flandra, 1171-1195; ulterior, conte de Flandra, 1191-1195)
- Halici-Volânia: Roman Mstislavici (cneaz, 1170-1205; mare cneaz, din 1203)
- Imperiul occidental: Henric al VI-lea (împărat din dinastia Hohenstaufen, 1191-1197; totodată, rege al Germaniei, 1190-1197; ulterior, rege al Siciliei, 1194-1197)
- Istria: Berthold al II-lea (margraf din casa de Andechs, 1188-1204; totodată, duce de Merania, cca. 1183-1204; totodată, margraf de Carniola, 1188-1204)
- Kiev: Sveatoslav al III-lea Vsevolodovici (mare cneaz din dinastia Rurikizilor, 1177-1194)
- Leon: Alfonso al IX-lea (rege, 1188-1230)
- Lorena Superioară: Simon al II-lea (duce din casa Lorena-Alsacia, 1176-1205)
- Luxemburg: Henric al II-lea cel Orb (conte, înainte de 1138-1196)
- Merania: Berthold (duce din casa de Andechs, cca. 1183-1204; ulterior, margraf de Istria, 1188-1204; ulterior, margraf de Carniola, 1188-1204)
- Montferrat: Conrad (marchiz din casa lui Aleramo, 1190-1192; ulterior, rege al Ierusalimului, 1192) și Bonifaciu I (marchiz din casa lui Aleramo, 1192-1207)
- Navarra: Sancho al VI-lea cel Înțelept (rege, 1150-1194)
- Normandia: Richard Inimă de Leu (duce, 1189-1199; anterior, duce de Aquitania, 1168-1196; totodată, rege al Angliei, 1189-1199; totodată, conte de Anjou, 1189-1199)
- Norvegia: Sverre Sigurdsson (rege, 1184-1202)
- Olanda: Dirk al VII-lea (conte, 1190-1203)
- Polonia: Cazimir al II-lea cel Drept (mare cneaz din dinastia Piasti, 1177-1190, 1191-1194)
- Portugalia: Sancho I (rege din dinastia de Burgundia, 1185-1211)
- Reazan: Roman Glebovici (cneaz, 1178-1207)
- Savoia: Thomas I (conte, 1189-1233)
- Saxonia: Bernhard al III-lea (duce din dinastia Askaniană, 1180-1212)
- Saxonia: Albrecht I cel Mândru (margraf din dinastia de Wettin, 1190-1195)
- Scoția: William I Leul (rege, 1165-1214)
- Serbia: Ștefan Nemanja (mare jupan din dinastia Nemanja, cca. 1170-1196)
- Sicilia: Tancred (rege din dinastia de Hauteville, 1189/1190-1194)
- Spoleto: Pandulf al II-lea (duce, 1190-1195)
- Statul papal: Celestin al III-lea (papă, 1191-1198)
- Suedia: Knut Eriksson (rege din dinastia Sverker, cca. 1167-1195/1196)
- Toulouse: Raimond al V-lea (conte, 1148-1194)
- Ungaria: Bela al III-lea (rege din dinastia Arpadiană, 1172-1196)
- Veneția: Orio Mastropiero (doge, 1178-1192) și Enrico Dandolo (doge, 1192-1205)
- Verona: Herman al V-lea (margraf din casa de Baden, 1190-1243; totodată, margraf de Baden, 1190-1243)
- Vladimir-Suzdal: Vsevolod al III-lea Iurievici Mare Cuib (mare cneaz, 1176-1212)

## Africa
- Almohazii: Abu Iusuf Iakub al-Mansur ibn Iusuf I (emir din dinastia Almohazilor, 1184-1199)
- Ayyubizii din Egipt: al-Malik an-Nasr I Salah ad-Din Iusuf ibn Ayyub (Saladin) (sultan din dinastia Ayyubizilor, 1171-1193)
- Benin: Oranmiyan (obba, cca. 1170-cca. 1200)
- Kanem-Bornu: Abdullah I Bikur (sultan, cca. 1176-cca. 1193)

## Asia

### Orientul Apropiat
- Antiohia: Bohemond al III-lea cel Gângav (principe, 1163-1201)
- Armenia Mică: Leon al II-lea (sau I) cel Mare (rege din dinastia Rubenizilor, 1186-1219)
- Ayyubizii din Alep: al-Malik az-Zahir Ghias ad-Din Abu'l-Fath Ghazi I ibn Salah ad-Din (sultan din dinastia Ayyubizilor, 1186-1216)
- Ayyubizii din Damasc: al-Malik al-Afdal Nur ad-Din Abu'l-Hassan Ali ibn Salah ad-Din (sultan din dinastia Ayyubizilor, 1186/1187-1195/1196)
- Ayyubizii din Egipt: al-Malik an-Nasr I Salah ad-Din Iusuf ibn Ayyub (Saladin) (sultan din dinastia Ayyubizilor, 1171-1193)
- Ayyubizii din Mayyafarikin și Djabal Sindjar: al-Malik an-Nasr I Salah ad-Din Iusuf (Saladin) (sultan din dinastia Ayyubizilor, 1185-1195; totodată, sultan în Egipt, 1171-1193)
- Ayyubizii din Yemen: al-Malik al-Aziz Saif al-Islam Zahir ad-Din Abu'l-Fauaris Tughtighin ibn Ayyub (sultan din dinastia Ayyubizilor, 1181-1197)
- Bizanț: Isac al II-lea (împărat din dinastia Anghelos, 1185-1195, 1203-1204)
- Califatul abbasid: Abu'l-Abbas Ahmad an-Nasir ibn al-Mustadi (calif din dinastia Abbasizilor, 1180-1225)
- Cipru: Gui de Lusignan (senior, 1192-1194; anterior, rege al Ierusalimului, 1186-1192)
- Ghurizii: Șams ad-Din (apoi Ghias ad-Din) Muhammad ibn Sam (sultan din dinastia Ghurizilor, 1163-1203)
- Ghurizii din Bahmian și Toharistan: Șams ad-Din Muhammad ibn Masud (sultan din dinastia Ghurizilor, 1163-1192) și Baha ad-Din Sam ibn Muhammad (sultan din dinastia Ghurizilor, 1192-1206)
- Ierusalim: Gui de Lusignan (rege, 1186-1192; ulterior, rege al Ciprului, 1192-1194), Isabela (regină, 1190/1192-1205/1206), Conrad de Montferrat (rege, 1192; anterior, marchiz de Montferrat, 1190-1192) și Henric (rege, 1192-1197; anterior, conte de Champagne, 1181-1197)
- Selgiucizii din Irak: Toghrul al III-lea ibn Arslan Șah (sultan din dinastia Selgiucizilor, 1177-1194)
- Selgiucizii din Konya: Izza ad-Din Kilic Arslan al II-lea ibn Masud (sultan din dinastia Selgiucizilor, 1156-1192) și Ghias ad-Din Kai-Khusrau I ibn Kilic Arslan (sultan din dinastia Selgiucizilor, 1192-1196, 1204-1210)

### Orientul Îndepărtat
- Birmania, statul Arakan: Nga Yanman (rege din a doua dinastie de Pyinsa, 1191-1193)
- Birmania, statul Pagan: Narapatisithu (rege din dinastia Constructorilor de Temple, 1173-1210)
- Cambodgea, Imperiul Kambujadesa (Angkor): Jayavarman al VII-lea (1181-1215)
- Cambodgea, statul Tjampa: Suryavarman (rege din cea de unsprezecea dinastie, 1190-1203) și Jaya Indravarman al V-lea (rege din cea de a unsprezecea dinastie, 1191-1192)
- China: Guangzong (împărat din dinastia Song de sud, 1190-1194)
- China, Imperiul Jurchenilor: Zangzong (împărat din dinastia Jin, 1190-1208)
- China, Imperiul Liao de vest: Mozhu (Zhilugu) (împărat, 1178-1211)
- China, Imperiul Xia de vest: Renzong (împărat, 1140-1193)
- Coreea, statul Koryo: Myonjong (Wang Ho) (rege din dinastia Wang, 1171-1197)
- Ghurizii: Șams ad-Din (apoi Ghias ad-Din) Muhammad ibn Sam (sultan din dinastia Ghurizilor, 1163-1203)
- Ghurizii din Bahmian și Toharistan: Șams ad-Din Muhammad ibn Masud (sultan din dinastia Ghurizilor, 1163-1192) și Baha ad-Din Sam ibn Muhammad (sultan din dinastia Ghurizilor, 1192-1206)
- India, statul Chalukya apuseană: Someșvara al IV-lea (rege, 1183-1200)
- India, statul Chola: Kulottunga Chola al III-lea (rege, 1178-1216)
- India, statul Hoysala: Ballala al II-lea (rege, 1173-1220)
- Japonia: Go-Toba (împărat, 1184-1198) și Yoritomo (șogun din familia Minamoto, 1192-1199)
- Kashmir: Jassaka (rege din dinastia Vopyadeva, 1180-1198)
- Nepal: Gunakamadeva al III-lea (rege din dinastia Thakuri, 1184-1196), Vijayakamadeva (pretendent, cca. 1191-1200) și Lakșmikamadeva (pretendent, 1192-1198)
- Sri Lanka: Nissamkamalla (rege din dinastia Silakala, cca. 1187-1196)
- Vietnam, statul Dai Viet: Ly Cao-tong (rege din dinastia Ly târzie, 1175-1210)